# Torbjørn Brundtland
Torbjørn Brundtland (Tromsø, 10 maggio 1975) è un tastierista norvegese.
Ha fatto parte di molti gruppi musicali fra cui Drum Island, con cui ha inciso un album, Those Norwegians, Alanïa, Aedena Cycle, da cui è uscito insieme a Svein Berge, per formare i Röyksopp. Ha collaborato inoltre con Bel Canto, Kings of Convenience e Biosphere. Ha prodotto anche album da solista usando degli pseudonimi.